# Косая черта
Коса́я черта́ (коса́я, также известная как дробь или слэш) — символ в виде тонкой прямой линии с наклоном верхней части вправо.
Символ косой черты обычно изображается несколько выступающим вверх и вниз за линию прописных букв и цифр шрифта.
Другие названия:
- «слеш»[nb 1] [слэш] — на компьютерном жаргоне (от англ. <forward> slash), а также «наклонная черта вправо»;
- «дробь», или «черта дроби»[nb 2], — в номерах и индексах, в математике;
- «перечёрка»[2], «перечёртка»[3], «косая линейка»[4] — устаревшие названия в типографике.

## Применение врусском языке

### Небуквенный орфографический знак
До самого недавнего времени применение косой черты в русском тексте вне формул и условных обозначений не допускалось, употребление этого знака ограничивалось машинописью:
- дешёвые модели пишущих машин могли не иметь скобок, а потому вместо скобок использовалась косая черта;
- суррогатные косолинейные сокращения (вроде ж/д вместо правильных[5] ж. д. «железная дорога» и ж.-д. «железнодорожный») применялись для экономии места, так как требовали меньшего числа позиций: в приведённом примере всего трёх вместо пяти.

Однако новая (2006 года) редакция «Правил русской орфографии и пунктуации» (одобренных Орфографической комиссией РАН, но в действие пока официально не вступивших) отразила и регламентировала распространившееся использование косой черты, отнеся её (вместе с апострофом и дефисом) в новую категорию «небуквенных орфографических знаков».
Согласно § 114 новых «Правил», знак «косая черта» применяется в научной и деловой речи.

Он употребляется в следующих функциях:
1. В функции, близкой к союзам и и или, как знак альтернативности понятий или обозначения единого сложного понятия, напр.: категория одушевлённости/неодушевлённости, проблема слитных/раздельных написаний…
В этой функции может употребляться не только косая черта, но и дефис.
2. Для обозначения отношения каких-либо величин, параметров (в том числе в математическом смысле), напр.: По параметру цена/качество — модель заняла лидирующее положение в своём классе…
В той же функции употребляется косая черта в сокращённых обозначениях составных единиц измерения, напр.: км/ч (километры в час), об/мин (обороты в минуту), ц/га (центнеров с гектара)…

Согласно § 210 тех же «Правил», косая черта используется также в графических сокращениях.

Косолинейные сокращения употребляются вместо словосочетаний, реже — сложных слов, напр.: а/я (абонентный ящик), к/т (кинотеатр), х/б (хлопчатобумажный), р/с и р/сч (расчётный счёт); в этих случаях после сокращённых элементов слов точки не ставятся…

### Служебный типографский знак
1. Косая черта используется при точном (с указанием разбиения на строки) цитировании источника, если только он не воспроизводится строка в строку. Чаще всего это касается стихотворных цитат, но косая черта применяется (наряду с вертикальной чертой) и при публикации древних документов и т. п.:
Я помню чудное мгновенье: / Передо мной явилась ты, / Как мимолётное виденье, / Как гений чистой красоты (Пушкин).
Для указания границ более крупных единиц текста (строф, страниц и под.) косая черта удваивается.
2. В библиографических описаниях косая черта является одним из условных разделительных знаков.
- Одиночная косая черта отделяет заглавие от сведений об ответственности (о редакторе или составителе, о нескольких авторах, об организации и т. п.):

Пятьсот лет после Гутенберга, 1468—1968: Статьи. Исследования. Материалы / Под ред. Е. С. Лихтенштейна, А. А. Сидорова. — М.: Наука, 1968.
Кулагина О. С. Об автоматическом синтаксическом анализе русских текстов. — Препринт / ИПМ им. М. В. Келдыша АН СССР. — М., 1990. — № 3.
- Двойная косая черта отделяет сведения о статье от названия периодического издания или сборника, в котором статья помещена:

Яблонский С. В. Об алгоритмических трудностях синтеза минимальных контактных схем // Проблемы кибернетики. Вып. 2. — М.: Физматгиз, 1959. — С. 75—121.
3. Косая черта используется в обозначениях дат: 9/V 1945, 9/5/1945 и др. Подобные обозначения могут различаться в разных странах; в русской типографике они считаются устаревшими и нежелательными.
4. Через косую черту записываются годы, отличные от обычных календарных (разнообразные учебные, финансовые, бюджетные и т. п. годы, начало и конец которых не совпадает с календарным; театральные и спортивные сезоны и т. п.): 2006/7 уч. г. Эта же запись применяется при пересчёте дат из календарей с другим началом года: В лето 6749 (1241/1242). Приде Олександръ князь в Новгородъ, и рады быша новгородци.
5. Через косую черту записываются номера угловых зданий (одновременно входящих в нумерацию двух пересекающихся улиц), многоквартирных домов, построенных на месте нескольких снесенных зданий, или корпусов: Застава Ильича, 8/1; в этом случае знак читается как «дробь»: В доме восемь дробь один (С. В. Михалков).

## Применение в других языках
Применение косой черты берёт начало в Древнем Риме и проходит сквозь раннее Новое время, когда этот знак использовался в фрактуре, разновидности готического письма, заменяя знак запятой.

### В английском языке
Будучи более привычной в английском тексте, чем в русском, косая черта, помимо стандартного употребления в роли замены союза или (male/female — мужчина/женщина или мужской/женский [пол]) и для сокращений (n/a — not available — недоступно), применяется вместо дефиса или короткого тире, чтобы создать ясное, прочное соединение слов или фраз, как во фразе the Hemingway/Faulkner generation (поколение Хемингуэя/Фолкнера).
Как и в русском, используется для указания мест переноса строки в стихотворных цитатах (в таком случае она называется virgule).
При употреблении знака косой черты между одиночными словами его обычно не отбивают пробелами. Авторитетное Чикагское руководство по стилю (в п. 6.104) указывает на возможность такой отбивки, когда одна из разделяемых им частей уже содержит пробел (Our New Zealand / Western Australia trip — наше путешествие по Новой Зеландии / Западной Австралии).

### В немецком языке
Правила немецкого языка указывают на использование косой черты в трёх различных ситуациях:
- для указания на альтернативные значения в смысле «и», «или», «до» и др., например: die Schüler/Schülerinnen der Realschule; September/Oktober-Heft; am 9./10.Dezember 2005; die Koalition CDU/FDP и др.;
- для разграничения адресов и номеров, например: Linzer Straße 67/I/5-6; Az III/345/5;
- для передачи отношений единиц измерения, например: im Durchschnitt 80 km/h; 1000 Einwohner/km²[8].

Кроме указанных случаев косая черта является одним из употребляемых вариантов гендерно-нейтрального обращения в коллективных описаниях (наряду со скобками, гендерной звёздочкой и гендергэпом) для указания как на мужской, так и на женский род одновременно: ein/e Lehrer/in (= ein Lehrer oder eine Lehrerin), ein/e Schüler/in (= ein Schüler oder eine Schülerin), Bürger/-innen (= Bürger und Bürgerinnen) и т. д. Однако такое употребление не регламентировано правилами.

## Математика
Обычно косая черта используется как обозначение математической операции деления (наряду с двоеточием и горизонтальной чертой), отделяя делимое от делителя. В частности, через косую черту обычно пишутся обыкновенные дроби. Примеры:
3/8 (три восьмых);
x = a / b (x равно a, делённому на b).
Дробь можно записать на разных уровнях с помощью другой наклонной черты: {\displaystyle ^{1}\!/_{2}}. В этом случае знак деления называется солидусом. Юникод этого символа: U+2044 ⁄ fraction slash (HTML: &#8260; &frasl;), а для слеша (косой черты): U+002F /.

## Программированиеи вычислительная техника
В ASCII и основанных на ней кодировках (Юникод и другие) знак косой черты имеет восьмеричный код 57, десятичный 47, шестнадцатеричный 0x2F (0x002F).
Используется в следующих ситуациях:
- в большинстве языков программирования / служит операцией деления;
  - в сочетании со знаком равенства в языках C/C++ и нек. др. используется в операторах вида  a /= b; со значением «разделить a на b и записать результат в a»;
- в сочетании со звёздочкой ограничивает комментарии в языках C/C++, Java, SQL и нек. др.. Такое комментирование называется блочное, так как можно комментировать не строку, а определённый блок:

/* текст комментария */
- удвоенная косая черта (//) в языках C (C99), C++, C#, Java, Delphi и нек. др. указывает начало комментария, продолжающегося до конца строки;
- в языках разметки (HTML, XML и т. п., а также в вики-разметке) используется в начале закрывающих тегов: например, в HTML тег <B> означает начало выделения жирным шрифтом, а парный ему </B> — конец такового выделения (возврат к исходному шрифту);
- в UNIX-подобных системах и в URL используется для указания иерархических путей к файлу[nb 3]:
pictures/image.jpg
https://ru.wikipedia.org/wiki/Косая_черта
  - косая черта в самом начале пути к файлу в UNIX-подобных системах обозначает, что путь задан относительно корневого, а не текущего каталога. Про такой способ записи пути говорят «абсолютный путь»:

/home/user/pictures/image.jpg
  - в URL двойная черта после двоеточия, отделяющего имя протокола от текста запроса, указывает, что запрос является адресным:

https://example.com/ Ср. неадресный запрос на создание чистого письма с указанным адресом получателя: mailto:example@example.com
- в операционных системах наподобие RSX-11M, MS-DOS или Windows косая черта отличает параметры команд (так называемые «ключи» или «опции») от аргументов команд:
dir /s *.txt
- в IRC и большинстве встроенных в компьютерные игры чатов косая черта предваряет текст команд (таких, как вход в комнату/канал, обозначение действия от первого лица, отправка скрытого сообщения и других):
/join #services (вход на IRC-канал «#services»);
/me (поёт песенки).
- в названиях некоторых составных сущностей — соединяет названия компонентов:
  - TCP/IP — стек протоколов на основе TCP и IP;
  - GNU/Linux — операционная система на основе GNU и Linux;
  - Ogg/Vorbis — формат файла на основе медиаконтейнера Ogg и аудиокодека Vorbis.

## Запись денежных сумм
До перевода денежной системы в Великобритании на десятичную систему исчисления символ / использовался для отделения значений фунтов стерлингов, шиллингов и пенсов. Тире означало «ноль».
| 2/6      | два шиллинга и шесть пенсов                           |
| 10/-     | десять шиллингов                                      |
| £1/19/11 | один фунт, девятнадцать шиллингов, одиннадцать пенсов |

В настоящее время похожая система записи используется в Танзании: 10/- или 10/= — это 10 танзанийских шиллингов.

## Церковное пение
В современном церковном пении косая черта используется для разделения колен в гласовых песнопениях, две косые черты — для отделения заключительного колена (при наборе текста так называемым «гражданским шрифтом»).

### Комментарии
1. ↑  Написание через е (а не э) регламентировано орфографическим словарем, см.  Архивная копия от 20 декабря 2016 на Wayback Machine.
2. ↑  Такое значение слова дробь не зафиксировано в словарях [в частности, в толковых словарях Ушакова, Ожегова, Кузнецова (Большом толковом, 1998), Ефремовой (2000), Издательском словаре-справочнике (2003)] и энциклопедиях. См.  Архивная копия от 20 августа 2013 на Wayback Machine (недоступная ссылка с 14-06-2016 [3333 дня]).
3. ↑  Вследствие этого слеш запрещено использовать в именах файлов и папок